# Isla José Hernández
La isla José Hernández (según Argentina) o isla Bofill (según Chile) es una isla situada en la bahía Hughes frente a la costa Danco, en la costa oeste de la península Antártica.
Se encuentra a 10 kilómetros al sur-suroeste del cabo Sterneck, al oeste de la punta Cierva (también conocida como Cabo Primavera o Tisné) y los islotes López (o musgo) y a unos tres kilómetros al noreste de la isla Apéndice (o Rivera).

## Historia y toponimia
Fue descubierta por la Expedición Antártica Belga en enero de 1898. Fue descrita como una isla con dos cumbres «como las orejas de un asno». El nombre, dado por el Comité de Topónimos Antárticos del Reino Unido en 1960, se deriva de esta descripción; Midas, rey de Frigia, fue representado en el drama satírico griego con las orejas de un asno. Fue cartografiada por la Expedición Antártica Sueca.
En Argentina, ha aparecido con los nombres islote Fisher (1953) e isla Coy (1954). En 1954 fue nombrada isla José Hernández, en homenaje al poeta argentino José Hernández (1834-1886).
En Chile, fue denominada por la Expedición Antártica Chilena de 1960-1961, con el apellido del oficial ingeniero del buque AGS Yelcho de la Armada de Chile, teniente primero Luis Bofill de Caso.
Fue fotografiada desde el aire por Falkland Islands and Dependencies Aerial Survey Expedition (FIDASE) entre 1956 y 1957, y cartografiada por el British Antarctic Survey desde punta Portal, entre 1957 y 1959.

## Ecología

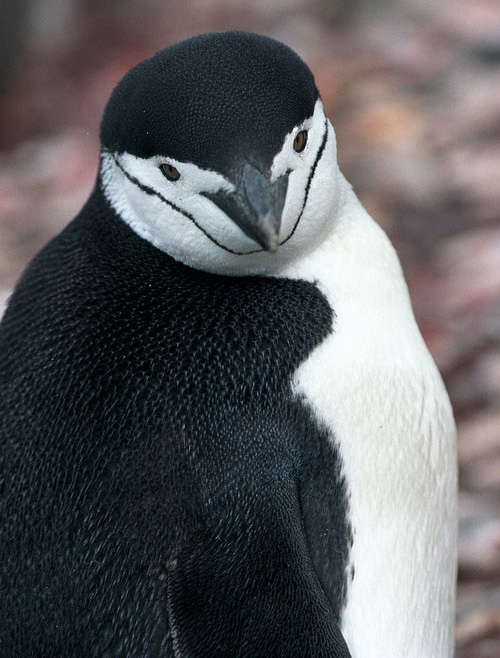
Pingüino barbijo.

La isla está protegida desde 1985 por el Sistema del Tratado Antártico. Fue el Sitio de Especial Interés Científico N.º 15 hasta 2002, y desde entonces es la Zona Antártica Especialmente Protegida N.º 134 "Punta Cierva e islas litorales, costa Danco, península Antártica" bajo propuesta y conservación de Argentina.
La ZAEP también incluye parte de la punta Cierva (de la que toma su nombre), la isla Apéndice (o Rivera), los islotes Musgo (o López), el islote Mar (o Pingüino) y otros islotes cercanos a la costa, así como el mar intermedio y la zona intermareal en la bahía Hughes; sumando un área total de 59,03 km². Fue designada como tal por el gran valor científico de su biodiversidad inusual, que incluye numerosas especies de plantas, aves e invertebrados. La topografía única, con la abundancia y diversidad de la vegetación, ha creado condiciones favorables para la formación de numerosos microhábitats.
Un sitio de 6540 hectáreas de tierra y mar, que incluye a la isla, ha sido identificado como un área importante para la conservación de las aves por BirdLife International. Se superpone parcialmente con la ZAEP.

### Fauna

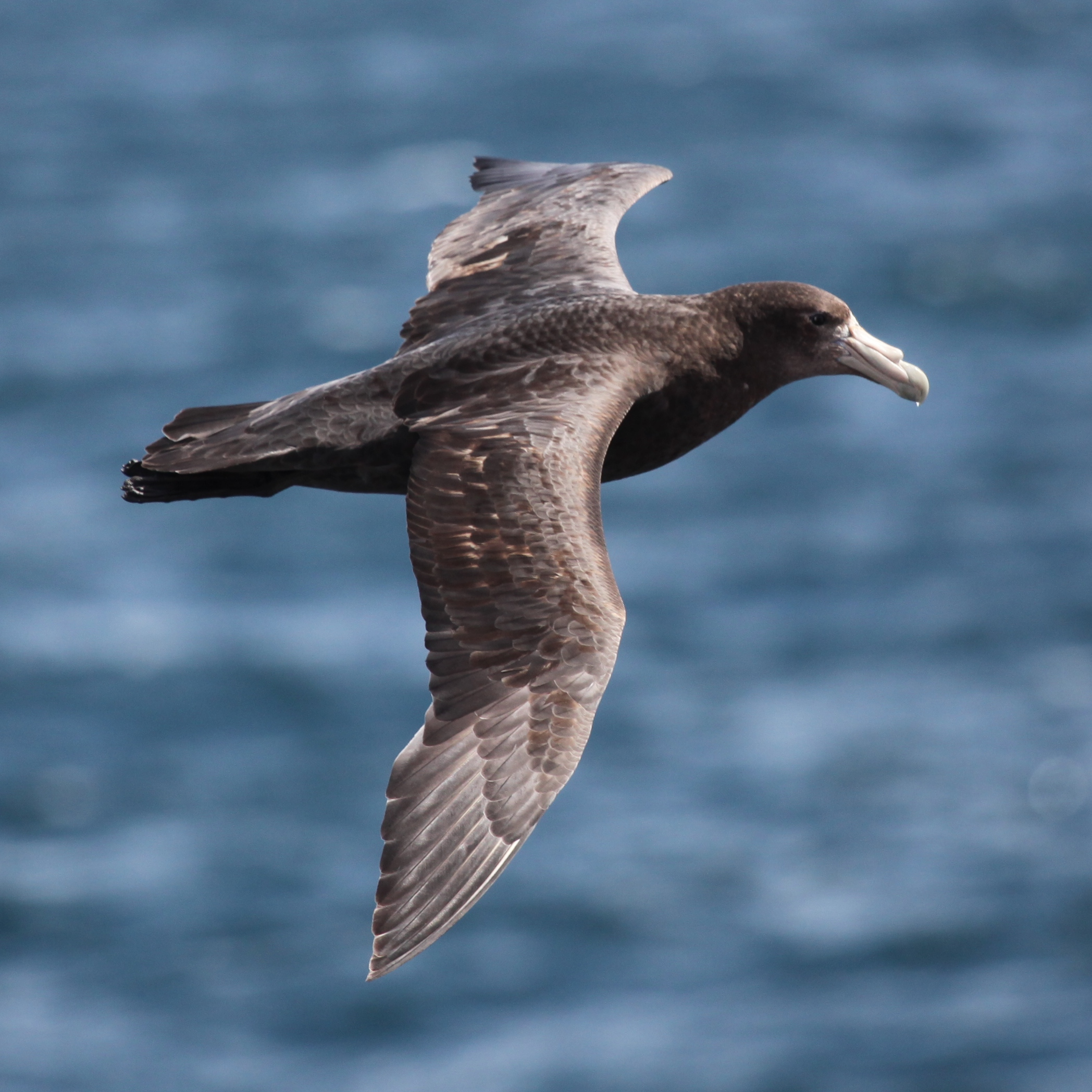
Abanto marino antártico.

A fines de la década de 1980, se registraron 135 parejas reproductoras de abantos marinos antárticos (Macronectes giganteus) anidando en las islas Apéndice y José Hernández. En enero de 1987, se hizo una estimación aproximada de 3100 pares de pingüinos barbijo (Pygoscelis antarcticus) presentes en las islas Apéndice y José Hernández. En años recientes, se registraron 685 pares de pingüinos barbijo entre 2010 y 2011. En 1987 también se registraron 70 pares de crías de cormoranes imperiales (Leucocarbo atriceps) en la isla, mientras que en 2010-2011 solo reportaron 16 nidos de esta especie.

## Reclamaciones territoriales
Argentina incluye la isla en el departamento Antártida Argentina dentro de la provincia de Tierra del Fuego, Antártida e Islas del Atlántico Sur; para Chile forman parte de la comuna Antártica de la provincia Antártica Chilena dentro de la Región de Magallanes y de la Antártica Chilena; y para el Reino Unido integran el Territorio Antártico Británico. Las tres reclamaciones están sujetas a las disposiciones del Tratado Antártico.
Nomenclatura de los países reclamantes: 
- Argentina: isla José Hernández[9][10]
- Chile: isla Bofill[3]
- Reino Unido: Midas Island[4]